# Utagawa Yoshitsuya
En aquest nom japonès, el cognom és Utagawa.

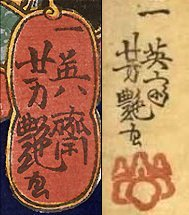
Signatures d'Utagawa Yoshitsuya; a les dues hi diu “Ichieisai Yoshitsuya ga” (一英斎　芳艶　画)

Utagawa Yoshitsuya (1822-1866) (japonès: 歌川　芳艶), també conegut com a Koko Yoshitsuya (甲胡　芳艶) i com a Ichieisai Yoshitsuya (一英斎　芳艶), va ser un dissenyador de xilografies de l'estil ukiyo-e. Va ser alumne d'Utagawa Kuniyoshi i, com al seu mestre, se'l coneix sobretot pels seus gravats de guerrers. Yoshitsuya també va produir molts anuncis i dissenys per a tatuatges. Entre els alumnes de Yoshitsuya hi havia Utagawa Kazutoyo (an actiu c. 1862-70), Utagawa Yoshitoyo II (en actiu c. 1862-77) i Yoshitsuya II (en actiu c. els anys 1870).

## Galeria

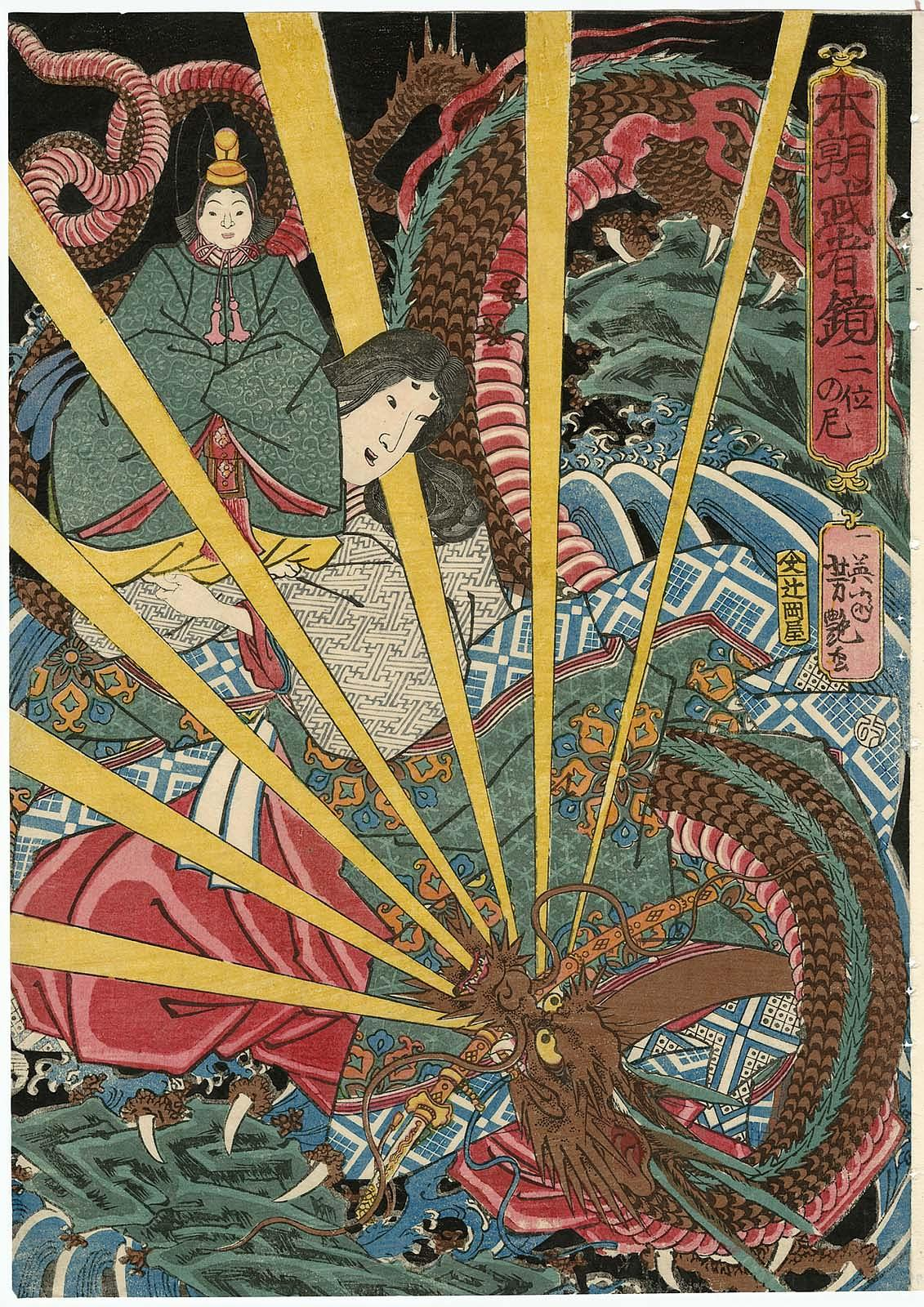
Gravat d'Utagawa Yoshitsuya que mostra a Nii no Ama salvant al jove emperador Antoku d'un drac
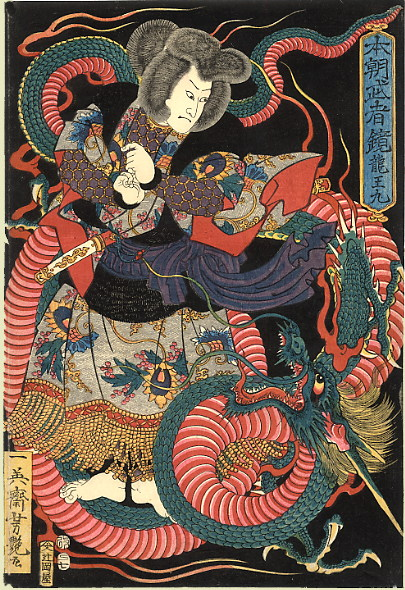
Gravat d'Utagawa Yoshitsuya que mostra al lluitador de sumo Ryūōmaru combatent amb un drac

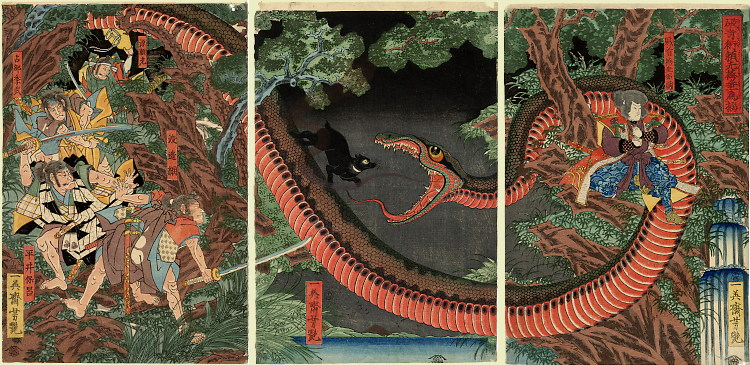
Tríptic d'Utagawa Yoshitsuya d'una batalla entre Minamoto no Yorimitsu amb els seus homes i el gran lladre Hakamadare no Mochisuke, a qui ajuda una serp gegant
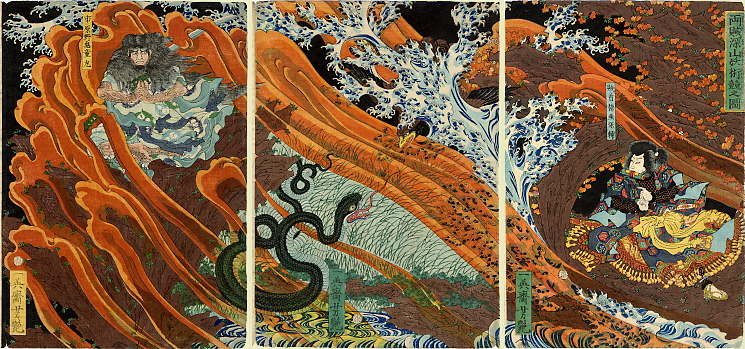
Tríptic d'Utagawa Yoshitsuya d'una batalla màgica entre el gran bandit Hakamadare no Mochisuke (convertit en un ocell de rapinya) i Kidomaru (convertit en una serp gegant)
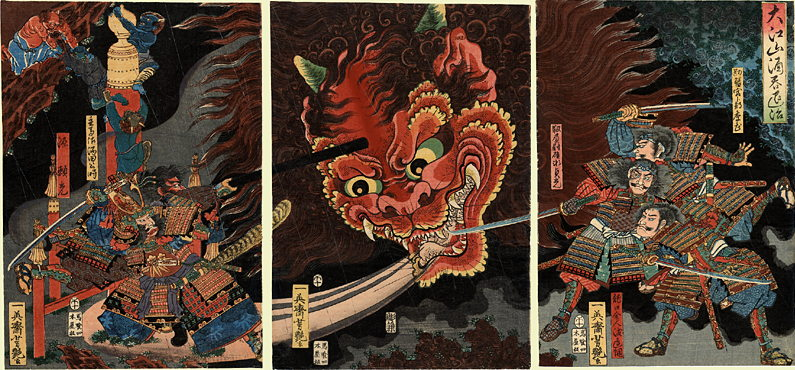
Tríptic d'Utagawa Yoshitsuya que mostra a Minamoto no Yorimitsu exorcitzant un esperit malèfic del mont Oyama
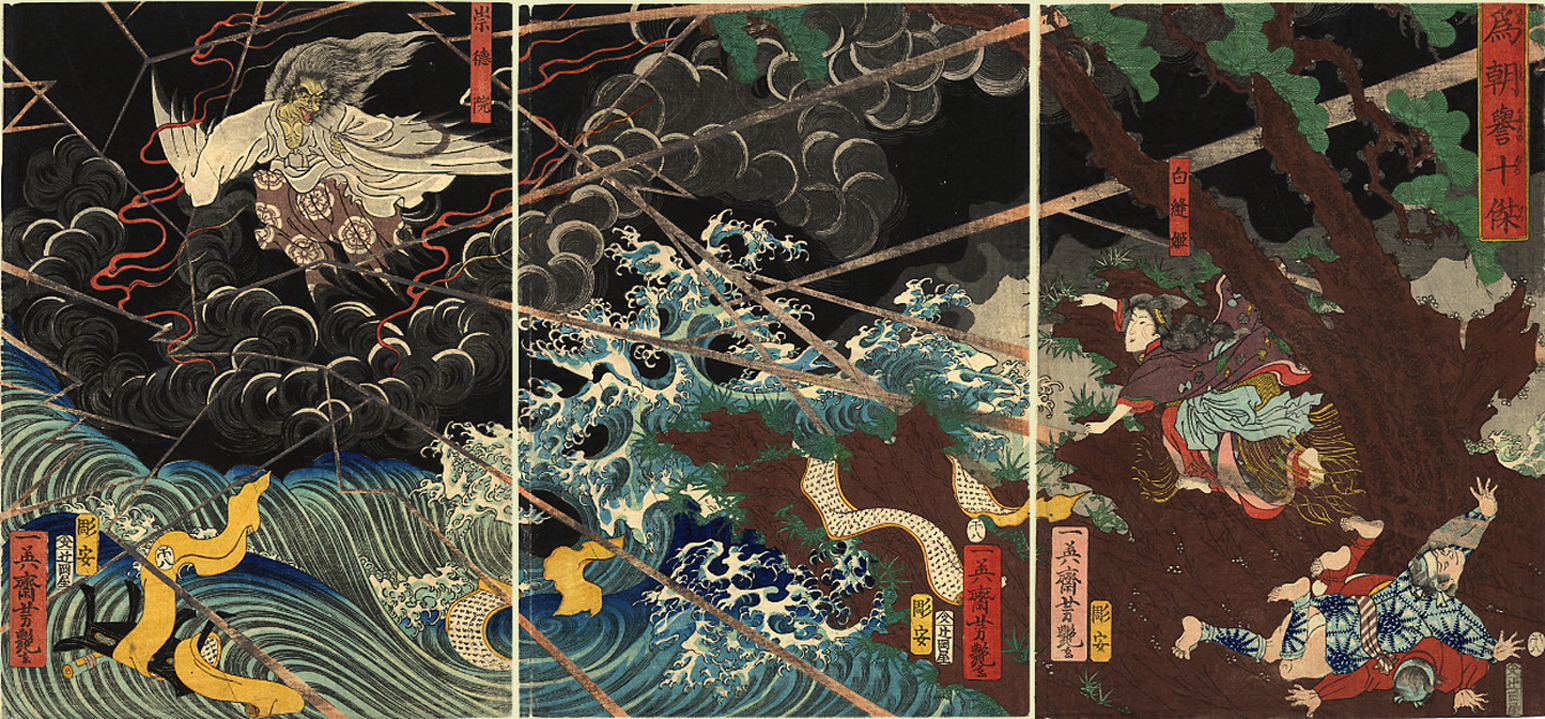
Tríptic d'Utagawa Yoshitsuya de la sèrie Deu herois del Tametomo que mostra a la princesa Shiranui lluitant contra el dimoni Sotoku-in